# لوراسيا

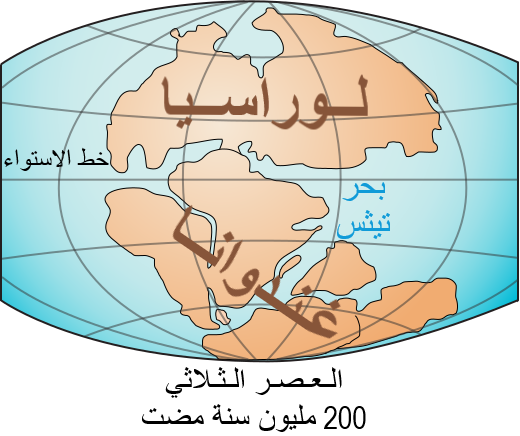
قارة لوراسيا.

كانت لوراسيا الجزء الشمالي من كتلتين أرضيتين كبيرتين كانتا جزءًا من القارة العملاقة بانجيا قبل نحو 335 إلى 175 مليون سنة، يُطلق على الكتلة الأرضية الثانية اسم جوندوانا. انفصلت لوراسيا عن جندوانا قبل 215 إلى 175 مليون سنة (أواخر العصر الثلاثي) أثناء تفكك بانجيا، وانجرفت نحو الشمال بعد الانقسام وانفصلت أخيرًا مع انفتاح المحيط الأطلسي الشمالي قبل 56 مليون سنة. لوراسيا هو اسم مركب من لورنشيا وآسيا.
اصطدمت لونشيا وأفالونيا وبلطيقيا وسلسلة من الصفح الأرضية مع بعضها البعض في تجبل كاليدوني قبل 400 مليون سنة ما أدى لتشكل لوراسيا (المعروفة باسم أورأميريكا، أو قارة الحجر الرملي الأحمر القديم). اصطدمت لوراسيا بعد ذلك مع جندوانا لتشكيل بانجيا. التحمت كازاخستان وسيبيريا مع بانجيا قبل 290 إلى 300 مليون سنة لتشكيل لوراسيا. أصبحت لوراسيا أخيرًا كتلة قارية مستقلة عندما انقسمت بانجيا إلى جندوانا ولوراسيا.

## الاسم وأصل المفهوم
اصطدمت لرونتيا، كرانتون حقبة الحياة القديمة لأمريكا الشمالية وشظايا قارية تشكل الآن جزءًا من أوروبا، مع بلطيقيا وأفالونيا في تجبل كاليدوني قبل 430 إلى 420 مليون سنة لتشكيل لوراسيا في أواخر العصر الفحمي. شكلت لوراسيا وجندوانا قارة بانجيا. اصطدمت سيبيريا وكازاخستان أخيرًا مع بلطيقيا في أواخر العصر البرمي لتشكيل لوراسيا. أضيفت سلسلة من الكتل القارية التي تشكل الآن شرق وجنوب شرق آسيا إلى لوراسيا لاحقًا.
بين عامي 1904 و1909 اقترح عالم الجيولوجيا النمساوي إدوارد سويس أن القارات في نصف الكرة الجنوبي اندمجت في الماضي لتشكيل قارة أكبر تُسمى جوندوانا. في عام 1915 اقترح عالم الأرصاد الجوية الألماني ألفريد فيجنر وجود قارة عملاقة في الماضي تُسمى بانجيا. في عام 1937 اقترح عالم الجيولوجيا الجنوب إفريقي ألكسندر دو تويت أن بانجيا انقسمت إلى كتلتين أرضيتين أكبر، لوراسيا في نصف الكرة الشمالي وجندوانا في نصف الكرة الجنوبي، يفصل بينهما محيط تيثيس.
في عام 1988، عرّف الجيولوجي السويسري بيتر زيجلر «لوراسيا» على أنها اندماج بين لورنتيا وبلطيقيا على طول خط كاليدونيا الشمالية. «القارة الحمراء القديمة» هو اسم غير رسمي غالبًا ما يُستخدم للتعبير عن الرواسب السيلورية الفحمية في الكتلة الأرضية المركزية في لوروسيا.
تضمنت العديد من القارات العملاقة المُقترحة سابقًا والتي تم مناقشتها في تسعينات القرن العشرين وبعد ذلك (مثلًا، رودينيا ونونا ونينا) كتلًا أرضية تصل بين لورنتيا وبالطيقيا وسيبريا. على ما يبدو، نجت هذه الكتلة الأرضية خلال دورة ويلسون واحدة وربما حتى دورتين.

## لوراسيا البدائية

### قبل رودينيا
في البداية، شكلت لورنتيا وبلطيقيا كتلة قارية تُعرف باسم لوراسيا البدائية كجزء من القارة العملاقة كولومبيا التي تشكلت في البداية قبل 2100 إلى 1800 مليون سنة لتشمل تقريبًا جميع الكتل القارية المعروفة في الدهر السحيق. الخيوط الأرضية الباقية من هذا التجمع هي أوروجين ترانس هدسون في لورنتيا؛ وناجسوجتوكيديان أوروجين في جرينلاند؛ وكولا كاريلين (الهامش الشمالي الغربي لتجبل سفيكوكاريلين/سفيكوفينين) وفولهاين - وسط روسيا وتجبلات باتشيلما (عبر غرب روسيا) في البلطيق؛ وتجبل أكيتكان في سيبيريا.
تراكمت قشرة دهر الطلائع الإضافية قبل 1800 إلى 1300 مليون سنة، خاصةً على طول هامش لورنتيا جرينلاد بلطيقيا. شكلت لورنتيا وبلطيقيا كتلةً قاريةً متماسكة مع جنوب جرينلاند ولابرادور بالقرب من الحافة القطبية الشمالية في البلطيق. امتد قوس من الصخور المنصهرة من لورنشيا عبر جنوب جرينلاند إلى شمال البلطيق. بدأ تفكك كولومبيا قبل 1600 مليون سنة، بما في ذلك على طول الهامش الغربي لورنشيا والهامش الشمالي لبلطيقيا (وفقًا للإحداثيات الحديثة) واكتمل الانفصال قبل 1300 إلى 1200 مليون سنة.
توفر الآثار التي خلفتها الأقاليم النارية الكبيرة أدلة على عمليات الاندماج القارية خلال تلك الفترة. تشمل الآثار المتعلقة بلوراسيا البدائية ما يلي:
- صهارة واسعة الانتشار عمرها 1700 مليون سنة في البلطيق وسارماتيا (أوكرانيا) وجنوب سيبيريا وشمال لورنشيا وغرب إفريقيا، تشير إلى أن هذه الكراتونات كانت مرتبطةً ببعضها البعض؛
- قارة يتراوح عمرها بين 1630 و1640 مليون سنة تتكون من سيبيريا ولورنشيا وبلطيقيا، اقتُرح وجودها اعتمادًا على الجيوب البركانية في جنوب سيبيريا، يمكن ربطها بسرب ميلفيل بوغت في غرب جرينلاند؛
- مقاطعة نارية كبيرة عمرها 1380 مليون سنة، تشكلت خلال تفكك قارتي نونا/كولومبيا العملاقتين، تربط لورنشيا وبالتيكا وسيبيريا والكونغو وغرب إفريقيا.

### رودينيا
في الغالبية العظمى من عمليات إعادة بناء الصفائح التكتونية، شكلت لرونتيا مركز قارة رودينيا العملاقة، ولكن التلاؤم الدقيق لمختلف القارات داخل رودينيا هو موضع جدل. في بعض عمليات إعادة البناء التكتونية، ارتبطت بلطيقيا بجرينلاند على طول هامشها الاسكندنافي أو هامش كاليدونيد بينما ارتبطت أمازونيا على طول هامش تورنكويست الخاص ببلطيقيا. تقع أستراليا والجزء الشرقي من القارة القطبية الجنوبية أنتاركتيكا على الهامش الغربي لجزيرة لورنتيا.
في معظم عمليات إعادة البناء التكتونية، كانت سيبيريا تقع على بعد مسافة قريبة من الحافة الشمالية لورنشيا. لكن وفقًا لعمليات إعادة البناء الخاصة ببعض الجيولوجيين الروس، اندمج الهامش الجنوبي (وفقًا للإحداثيات الحديثة) لسيبيريا مع الهامش الشمالي لورنشيا، وانفصلت هاتان القارتان، على طول ما يُعرف الآن بحزام آسيا الوسطى الذي يمتد لمسافة 3000 كيلومتر (1900 ميل)، قبل 570 مليون سنة، ويمكن العثور على آثار هذا التفكك في سرب فرانكلين ديك في شمال كندا ألدان شيلد في سيبيريا.
انفتح المحيط الهادئ البدائي وبدأت رودينيا بالانفصال خلال حقبة الطلائع الحديثة (قبل نحو 750 إلى 600 مليون سنة) أثناء انفصال أستراليا أنتاركتيكا (شرق جوندوانا) عن الهامش الغربي لورنشيا، بينما دارت بقية روديينيا (غرب جندوانا ولوراسيا) في اتجاه عقارب الساعة وانجرفت جنوبًا. تعرضت الأرض في وقت لاحق لسلسلة من العصور الجليدية – العصر البارد (قبل نحو 650 مليون سنة، والمعروف أيضًا باسم كرة ثلج الأرض) وعصور رابيتان وآيس بروك الجلدية (قبل نحو 610 إلى 590 مليون سنة) - تقع كل من لورنشيا وبلتيكا جنوب خط العرض 30 درجة جنوبًا، مع وجود القطب الجنوبي في شرق البلطيق. عُثر على رواسب جليدية من هذه الفترة في لورنتيا وبلطيقيا ولكن ليس في سيبيريا.
أجبر عمود بركاني من طبقة الوشاح (مقاطعة ايبتوس البركانية المركزية) لرونتيا وبلطيقيا على الانفصال قبل 650 إلى 600 مليون سنة ما أدى لانفتاح محيط ايبتوس بينهما. ثم بدأت لورنتيا في التحرك بسرعة (20 سنتيمتر/سنة (7.9 بوصة/سنة)) شمالًا نحو خط الاستواء حيث علقت فوق بقعة باردة في بروتو باسيفيك. ظلت بلطيقيا بالقرب من جندوانا في خطوط العرض الجنوبية حتى العصر الأوردوفيشي.